# Diego Alessi
Diego Alessi (ur. 3 listopada 1971 roku w Rzymie) – włoski kierowca wyścigowy.

## Kariera
Alessi rozpoczął karierę w międzynarodowych wyścigach samochodowych w 1999 roku od startów w Italian Super Production Car Championship, gdzie dziewięciokrotnie stawał na podium, w tym dwukrotnie na jego najwyższym stopniu. Z dorobkiem 227 punktów został sklasyfikowany na trzeciej pozycji w końcowej klasyfikacji kierowców. W późniejszym okresie Włoch pojawiał się także w stawce Renault Sport Clio Trophy, FIA GT Championship, Trofeo Maserati Europe, Grand American Rolex Series, Superstars Championship Italy, FIA GT3 European Championship, Ferrari Challenge Europe, Italian GT Championship, ADAC GT Masters, FIA GTN European Cup, Superstars GT Sprint oraz Blancpain Endurance Series.